# Chela Castro
Chela Castro, pseudonimo di María Celia Ovejero Martínez (Santiago del Estero, 21 giugno 1929 – Città del Messico, 15 aprile 2014), è stata un'attrice argentina, che sviluppò gran parte della sua carriera in Messico.
Fu talvolta accreditata come Celia Castro.

## Biografia
Nata a Santiago del Estero, era figlia di Francisco Ovejero Castro e Remedio Martínez.
Debuttò come attrice teatrale nella commedia Dulce enemiga nel 1950.
Nel 1955 sposò l'attore e conduttore televisivo Raúl Astor e nel 1957 si trasferì in Messico. Qui divenne un volto celebre di soap opera e telenovelas come Lágrimas amargas, Sin palabras, Muchacha italiana viene a casarse, Pobre Clara e La voce del Signore. Interpretò spesso il ruolo dell'antagonista principale. Negli anni ottanta lavorò insieme a suo marito nel programma televisivo comico No empujen.
A teatro si esibì con spettacoli come I monologhi della vagina, Las viejas viene marchando e El amor no tiene edad.
Affetta da alcuni gravi problemi di salute, abbandonò definitivamente le scene nel 2012. Chela Castro morì il 15 aprile 2014, a causa di un infarto miocardico acuto. Volle essere cremata e le ceneri furono trasferite in Argentina, dove erano state disperse anche quelle di suo marito. La coppia non aveva mai avuto figli.

## Filmografia

### Cinema
- Nana, regia di Roberto Gavaldón e Celestino Gorostiza (1944)
- El mes más cruel, regia di Carlos Lozano Dana (1969)
- Simplemente vivir, regia di Alejandro Galindo (1970)
- Ya somos hombres, regia di Gilberto Gazcón (1971)
- El ministro y yo, regia di Miguel M. Delgado (1976)
- Lotería mortal, regia di César Alejandro (1997)

### Televisione
- El abismo - serie TV, 62 episodi (1965)
- El despertar - serie TV, 50 episodi (1966)
- El derecho de nacer - serie TV, 3 episodi (1966)
- Lágrimas amargas - serie TV, 55 episodi (1967)
- Entre sombras - serie TV, 30 episodi (1967)
- Sin palabras - serie TV, 70 episodi (1969)
- Puente de amor - serie TV, 3 episodi (1969)
- Muchacha italiana viene a casarse - telenovela, 209 episodi (1971-1972)
- Me llaman Martina Sola - telenovela, 170 episodi (1972)
- Entre brumas - telenovela, 169 episodi (1973)
- Pobre Clara - telenovela, 160 episodi (1975)
- Dos a quererse - serie TV, 1 episodio (1977)
- Rosario de amor - serie TV, 20 episodi (1978)
- Vamos juntos - serie TV, 82 episodi (1979)
- No temas al amor - telenovela, 20 episodi (1980)
- No empujen - programma televisivo (1982)
- Veronica, il volto dell'amore (Verónica: El rostro del amor) - telenovela, 68 episodi (1982)
- Profesión: Señora - telenovela, 80 episodi (1983)
- Angélica - telenovela (1985)
- Mujer, casos de la vida real - serie TV, 14 episodi (1988-2003)
- La voce del Signore (El día que me quieras) - telenovela, 194 episodi (1994)
- Te sigo amando - miniserie TV, 3 episodi (1996)
- ¿Qué nos pasa? - serie TV, 3 episodi (1998)
- Ramona - telenovela, 69 episodi (2000)
- Amigas y rivales - telenovela, 81 episodi (2001)
- Amar otra vez - telenovela, 1 episodio (2004)
- La rosa de Guadalupe - serie TV, 4 episodi (2008-2010)

## Riconoscimenti
- Premio TVyNovelas
  - 2001 – Migliore interpretazione comica femminile per No empujen